# Meta montana
Meta montana är en spindelart som beskrevs av Henry Roughton Hogg 1919. Meta montana ingår i släktet Meta och familjen käkspindlar. Inga underarter finns listade i Catalogue of Life.